# Hippolyte Parodi
Pour les autres membres de la famille, voir famille Parodi.
Pour les articles homonymes, voir Parodi.
Hippolyte Parodi, né le 14 août 1874 à Bois-Colombes (Seine, France) et mort le 5 octobre 1968 à Nice (Alpes-Maritimes, France), est un ingénieur français, principalement connu pour avoir été l'un des précurseurs de l'électrification du réseau ferroviaire français en courant continu 1500 V.

## Biographie
Hippolyte Parodi est le fils du poète et dramaturge Dominique-Alexandre Parodi (1840-1901) dit Alexandre Parodi, et le frère du philosophe Dominique Parodi (1870-1955).
Reçu en 1893 à École polytechnique et à l'École normale supérieure, il choisit la première et entre en 1899 au service Traction de la Compagnie française pour l'exploitation des procédés Thomson-Houston, où il contribua aux études réalisées pour l'électrification des lignes ferroviaires de Quai-d'Orsay à Paris-Austerlitz (1900) puis de Paris-Austerlitz à Juvisy (1903), en courant continu 850 V distribué par troisième rail. En 1906, il devint Chef des services électriques de la Compagnie du chemin de fer de Paris à Orléans, où il mena, outre la mise en évidence de plusieurs difficultés d'ordre mécanique liées à la traction électrique, des études préliminaires relatives à l'électrification de plusieurs lignes de la compagnie.
Mobilisé en 1914 dans l'artillerie, il fut affecté en 1917 à la Section technique de l'artillerie, où il proposa de nouvelles méthodes de calcul des trajectoires des obus, qui firent plus tard autorité.
En 1919, il fut chargé par le Ministère des Travaux publics d'étudier, dans le cadre d'une mission, les systèmes d'électrification ferroviaire utilisés à l'étranger. Le système d'électrification en 1500 V continu, utilisé sur certaines lignes américaines, lui parut le plus performant, et il en fit la promotion une fois revenu en France. À la suite de cette mission, le Ministère des Travaux publics imposa en 1920 le courant 1500 V continu pour les futures électrifications.
Alors que les premières électrifications de lignes ferroviaires en France avaient concerné des lignes de montagne, Hippolyte Parodi souligna l'intérêt économique de la traction électrique, et sa pertinence sur des lignes à trafic élevé. Devant la difficulté que représentait l'électrification de Paris à Vierzon, dans une région éloignée des zones montagneuses et donc de potentiels sites de production hydroélectrique, Hippolyte Parodi étudia la création de centrales hydroélectriques dans le Massif central. L'électricité serait transportée non par un réseau à basse tension destiné au seul transport ferroviaire, mais par des lignes à haute tension (220 kV), destinées à contribuer à l'électrification du pays. Après l'électrification des sections Juvisy - Orléans en 1926 et Orléans - Vierzon en 1927, Hippolyte Parodi contribua à l'électrification des lignes Orléans - Bordeaux, Vierzon - Toulouse et Paris - Lyon.
Élu en 1949 à l'Académie des Sciences, il a enseigné au Conservatoire national des arts et métiers, à l'École supérieure d'électricité, à l'École nationale supérieure des Télécommunications et à l'École nationale supérieure de l'aéronautique.